# دائرة السوقر
دائرة السوقر إحدى دوائر  ولاية تيارت الجزائرية .  عاصمتها هي السوقر  وتضم بلديات  : 
- السوقر
- الفايجة
- سي عبد الغاني
- توسنينة